# Bonnevaux (Doubs)
Bonnevaux – miejscowość i gmina we Francji, w regionie Burgundia-Franche-Comté, w departamencie Doubs.
Według danych na rok 1990 gminę zamieszkiwały 224 osoby, a gęstość zaludnienia wynosiła 14 osób/km² (wśród 1786 gmin Franche-Comté Bonnevaux plasuje się na 523. miejscu pod względem liczby ludności, natomiast pod względem powierzchni na miejscu 181.).